# Малка белокрила чайка
Малка белокрила чайка (Larus glaucoides) е вид птица от семейство Laridae.

## Разпространение и местообитание
Разпространен е във Великобритания, Гренландия, Дания, Ирландия, Исландия, Канада, Нидерландия, САЩ, Сен Пиер и Микелон и Фарьорските острови.